# ثريا كولمان
ثريا كولمان (ولدت في 8 يوليو 1998) عارضة أزياء ألمانية وفائزة بمسابقة ملكة جمال ملكة جمال ألمانيا 2022. ستمثل ألمانيا في ملكة جمال الكون 2022.
كانت قد فازت سابقًا بـ ملكة جمال ألمانيا في عام 2017.

## روابط خارجية
- ثريا كولمان على إنستغرام